# Egaenus
Egaenus is een geslacht van hooiwagens uit de familie Phalangiidae (Echte hooiwagens).
De wetenschappelijke naam Egaenus is voor het eerst geldig gepubliceerd door C.L. Koch, in Hahn & C.L. Koch in 1839. 

## Soorten
Egaenus omvat de volgende 14 soorten:
- Egaenus amanensis
- Egaenus asiaticus
- Egaenus bajsun
- Egaenus charitonovi
- Egaenus convexus
- Egaenus diadema
- Egaenus kashmiricus
- Egaenus laevipes
- Egaenus marenzelleri
- Egaenus montanus
- Egaenus oedipus
- Egaenus robustus
- Egaenus rugosus
- Egaenus zichyi